# Макфейл, Агнес
Агнес Кэмпбелл Макфейл (англ. Agnes Campbell MacPhail; 24 марта 1890, Протон, Онтарио — 13 февраля 1954, Торонто) — канадский государственный деятель. Первая женщина, избранная в Палату общин Канады, одна из двух первых женщин в Законодательном собрании Онтарио и первая женщина в составе канадской делегации в Лиге Наций. Макфейл была пацифисткой, активной участницей борьбы за равноправие женщин в Канаде и инициатором реформы канадских исправительных учреждений. В 1985 году Агнес Макфейл была признана личностью национального исторического значения в Канаде.

## Биография

### Детство и начало карьеры
Агнес Макфейл родилась в 1890 году в тауншипе Протон в графстве Грей (юго-восточное Онтарио) в семье фермеров Дугалда Макфейла и Генриетты Кэмбелл. Семья, жившая в бревенчатой хижине в низменной, влажной местности, перебралась на построенную из кирпича ферму рядом с деревней Силон в том же графстве, когда Агнес было 12 лет.
В 14 лет девочка успешно сдала вступительные экзамены в старшие классы, но родители хотели, чтобы она помогала им вести хозяйство, и только через два года дали согласие на продолжение учёбы. С 1906 года Агнес занималась в старшей школе в Оуэн-Саунде, а с 1908 по 1910 год — в нормальной школе (педагогическом училище) Стратфорда. По окончании училища она преподавала в школах Онтарио и Альберты. Во время работы в школе Кинлосса (Онтарио) она впервые включилась в политическую деятельность, участвуя в собраниях местных фермеров.
На последнем месте работы в качестве учительницы, в школе деревни Шарон, Макфейл развила значительную общественную активность в рамках местного кооперативного движения и присоединилась к партии «Объединённые фермеры Онтарио». Она в частности вела колонку в газете Farmers' Sun. В 1919 году её партия уверенно выиграла провинциальные выборы в Онтарио, а через два года, в 1921 году, Макфейл стала кандидатом в федеральную Палату общин от юго-востока графства Грей (право женщин баллотироваться в парламент Канады было закреплено законодательно в 1919 году, и на выборах 1921 года участвовали в общей сложности четыре женщины-кандидата). На выборах она представляла Прогрессивную партию, с которой в это время были аффилированы Объединённые фермеры Онтарио. Несмотря на опасения в партии, связанные с выдвижением кандидата-женщины, Макфейл выиграла выборы и стала первой женщиной в Палате общин Канады. Она оставалась членом парламента бессменно до 1940 года.

### Депутат Палаты общин
В парламенте Макфейл проявила себя как последовательная защитница прав фермеров и борец за права различных угнетённых групп и меньшинств, включая женщин, шахтёров Новой Шотландии, иммигрантов и заключённых. Правозащитную позицию её критики объясняли различными причинами — от «женского мягкосердечия» до влияния коммунистических идей и государственной измены. В 1924 году Макфейл и её единомышленники в Прогрессивной партии сформировали внутри неё фракцию, известную как Имбирная группа. В 1930-е годы эта группа в политической жизни страны примыкала к социалистическим и лейбористским партиям и в итоге объединилась с ними в Федерацию кооперативного содружества, программа которой предлагала национализацию крупных предприятий и эволюцию Канады в сторону государства всеобщего благосостояния. Макфейл была в числе основателей Федерации, но, когда в 1934 году Объединённые фермеры Онтарио вышли из неё, последовала за родной партией.
В рамках борьбы за права женщин Макфейл основала Общество Элизабет Фрай, в задачи которого входила защита женщин перед законом. Она также поддерживала борьбу за предоставление избирательных прав женщинам Квебека и петицию Знаменитой пятёрки в Верховный суд Канады, окончившуюся получением женщинами права заседать в Сенате. Макфейл занимала активную антивоенную позицию, выступая против ассигнований на военные нужды, военных училищ (в том числе Королевского военного колледжа Канады) и окружения славой военной и имперской истории.
Внимание Макфейл к положению заключённых в канадских тюрьмах впервые привлёк бунт заключённых в Кингстонской тюрьме в 1923 году. После бунта Макфейл посетила эту тюрьму, лично ознакомившись с условиями, в которых они отбывали наказание, и к 1925 году развернула кампанию за реформирование системы исправительных учреждений в Канаде. Она призывала к внедрению в тюрьмах работ, которые могли бы выполнять заключённые и деньги за которые получали бы их семьи; введению образовательных курсов для неграмотных; увеличению времени на прогулки и спортивные занятия; и назначению дипломированных пенологов, психологов и врачей в администрацию тюрем. Макфейл также выступала за сокращение применения смертной казни и замене её на другие виды социальной защиты. Её инициатива на первых порах не получила широкой поддержки и была в итоге заблокирована находившейся у власти Консервативной партией. Однако после формирования в 1935 году либерального правительства была создана коронная комиссия по расследованию действующей в Канаде системы наказаний, к 1939 году подготовившая отчёт, включавший 88 рекомендаций по реформированию системы. Эти рекомендации начали претворяться в жизнь начиная с 1945 года.
В качестве депутата Палаты общин Макфейл в разное время входила в комиссии по сельскому хозяйству и колонизации, полезным ископаемым, лесам и водам, банковскому делу и коммерции, железным дорогам, каналам и телеграфу, промышленным и международным связям. В 1929 году она стала первой женщиной, представлявшей Канаду в Лиге Наций. Ей было предложено место в составе комиссии по здоровью и благосостоянию женщин и детей, однако канадка, верная своим пацифистским убеждениям, настояла на том, чтобы её включили в состав комиссии по разоружению. Однако даже эти взгляды не помешали Макфейл в 1939 году поддержать вступление Канады в войну с нацистской Германией, поскольку, по её словам, «не противостоять Гитлеру было даже более ужасно, чем воевать».

### Дальнейшая карьера
В марте 1940 года Макфейл, проведшая в канадском парламенте 18 лет, потерпела поражение на выборах в Палату общин в своём родном округе, представляя Объединённых фермеров Онтарио. Спустя несколько месяцев она участвовала в довыборах в Саскатуне от Объединённой реформистской партии, но также проиграла. В течение нескольких лет после этого она с трудом зарабатывала на жизнь, выступая с лекциями в Канаде и США, ведя колонку в газете Globe and Mail и ведя агитацию за Федерацию кооперативного содружества, в которую к этому времени перешла. Наконец, в 1943 году она приняла участие в выборах в Законодательное собрание Онтарио от округа Йорк-Восточный и победила, разделив с Рэй Лакок честь стать первыми женщинами-депутатами в этом органе. Хотя по регламенту депутаты Законодательного собрания должны были приносить присягу в алфавитном порядке, 23 февраля 1944 года Макфейл была приведена к присяге до Лакок, став технически первой женщиной-депутатом Законодательного собрания Онтарио в истории.
В 1945 году Макфейл, как и многие другие депутаты Законодательного собрания от Федерации кооперативного содружества, потерпела поражение на выборах, однако в 1948 году была избрана туда вторично. В качестве провинциального депутата она продолжала защищать интересы фермеров, промышленных рабочих, заключённых и женщин. Крупным успехом для неё стало в 1951 году принятие Акта о справедливой заработной плате работниц-женщин — первого в истории Онтарио закона о равной оплате равного труда. Вскоре после этого, на провинциальных выборах 1951 года, Макфейл снова потеряла место в Законодательном собрании. После этого она продолжала работать над правозащитными проектами, в том числе над отчётом о статусе женщин в Онтарио, но её финансовое положение было шатким, а состояние её здоровья быстро ухудшалось. Она впала в депрессию и не могла поддерживать привычный для себя активный образ жизни. Премьер-министр Канады Луи Сен-Лоран планировал назначить Макфейл сенатором, но она умерла незадолго до этого назначения, в феврале 1954 года, от инфаркта.
Агнес Макфейл была похоронена в Прайсвиле (Онтарио), рядом с родными. Она никогда не была замужем, хотя, по некоторым данным, перед Первой мировой войной была обручена.

## Память
Имя Агнес Макфейл носит начальная школа в графстве Грей. Её бронзовые бюсты установлены в помещениях парламента Канады и Законодательного собрания Онтарио. В 1985 году она была признана личностью национального исторического значения в Канаде. С 1992 года день её рождения, 24 марта, официально объявлен Днём Агнес Макфейл в провинции Онтарио.
В 1990 году, к столетию Агнес Макфейл, почтовая служба Канады выпустила памятную почтовую марку. В 2017 году, в год 150-летия Канады, была выпущена 10-долларовая купюра с портретами четырёх государственных деятелей, в число которых вошла и Макфейл. Таким образом, она стала первой (не считая королевы) женщиной, чей портрет появился на канадских банкнотах, опередив Виолу Десмонд.